# Dârja, Cluj
Dârja (în maghiară Magyarderzse) este un sat în comuna Panticeu din județul Cluj, Transilvania, România.

## Lăcașuri de cult
Satul are două biserici situate în mijlocul vechii vetre a satului.
Biserica reformată datează din sec. XIII-XIV, iar biserica ortodoxa din sec. XVI-XVII.
O legendă locală spune că la trecerea mongolilor prin acest sat, probabil sec. XIV, femeile și copiii s-au ascuns în capela bisericii reformate. Au fost însa descoperiți și luați prizonieri sau uciși.
În 1910, erau 922 de locuitori din care 737 români, 127 maghiari, 56 țigani, iar două familii au fost germani.
În 2002, erau 246 de locuitori din 213 români, 26 țigani și șapte de naționalitate maghiară.

## Castelul de la Dârja
În satul Dârja (din comuna Panticeu, judetul Cluj) mai dăinuie încă un vechi conac, numit de localnici « Castelul ». Este un punct de întâlnire al istoriei cu prezentul, o mărturie a trecutului care se încăpățânează să rămână în picioare, în pofida vârstei clădirii (circa 300 de ani). A rămas marea mândrie a comunei.
Se spune despre castel că a fost construit în secolul al XVII-lea. Oricum este absolut sigur că a fost mărit și renovat în anul 1898 de către Baronul Jozsef Miklosy. Este o clădire impunătoare, pe un singur nivel, complet simetrică, ce domină centrul satului cu cele două turnuri ale sale.
O mică anecdotă: baronul a vrut să se căsătorească cu o femeie de origini modeste, dar părintii săi s-au opus. S-a căsătorit totuși cu aleasa sa, a cumpărat conacul și l-a mărit, transformându-l în timp într-un loc sublim pentru a arăta părinților săi de ce era în stare, fără ajutorul lor. Au avut împreună 3 copii (2 fete și un băiat) și au fost fericiți. Până la confiscarea conacului de către statul comunist.
Toate camerele erau decorate cu fresce. Iar în spatele casei se găsea o gradină de iarnă cu geamuri foarte mari.
În prezent mai există fresce doar în cele 2 turnuri. Acestea reprezintă: îngeri sau pe copiii baronului, albine și șerpi de apă, cununi de lauri, motivele animale regăsindu-se și în zilele noastre în fauna locală: un roi de albine își face și astăzi casa într-o scorbură a unui copac secular de pe domeniul conacului și cel putin un șarpe de apă maro (complet inofensiv) s-a instalat în turnul din dreapta al casei.
Se mai spune că înainte de a fi cumpărat în 2005 de câțiva speculatori imobiliari, conacul a fost vizitat de Muzeul Brukenthal din Sibiu care se gândea să îl achiziționeze, dar speculatorii au fost mai rapizi, motivați de perspectiva unui profit gras.
De-a lungul timpului conacul a fost modificat mai mult în interior, pentru că după confiscarea sa de către statul roman a fost succesiv : primărie, grădinița, scoală primară, postă, centru al CAP, bar sătesc.
Cumpărat de un cuplu franco-român în 2009, Conacul de la Dârja este astăzi locuit și salvat. 
Până la renovarea integrală a clădirii vor mai trece câțiva ani. Proprietarii actuali vor să îi redea strălucirea de acum o sută de ani, prin organizarea de evenimente artistice și culturale.

## Personalități
- Iuliu Hațieganu (1885-1959), medic.

## Vezi și
- Biserica reformată din Dârja

## Imagini

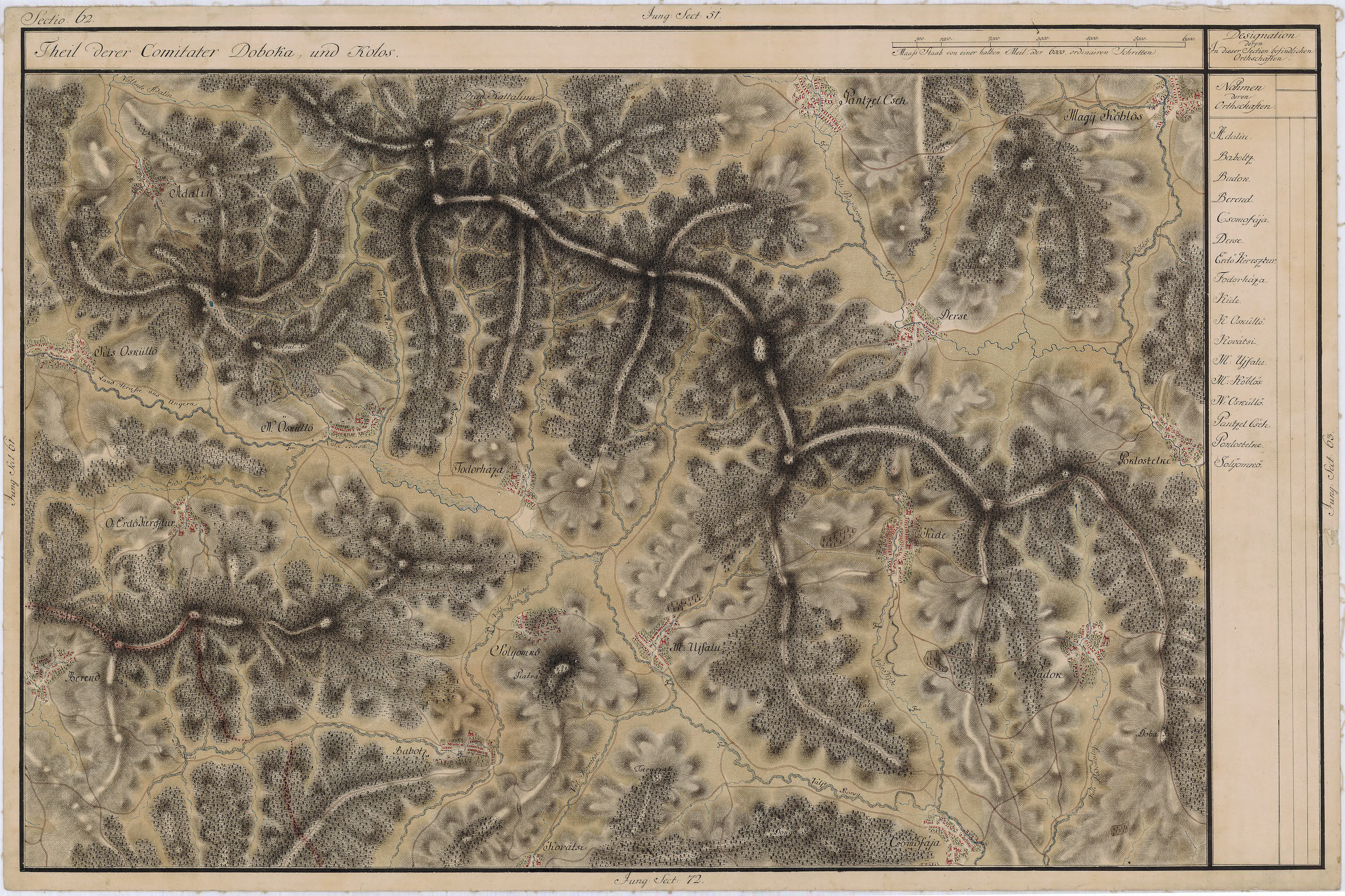
Dârja în Harta Iosefină a Transilvaniei, 1769-1773
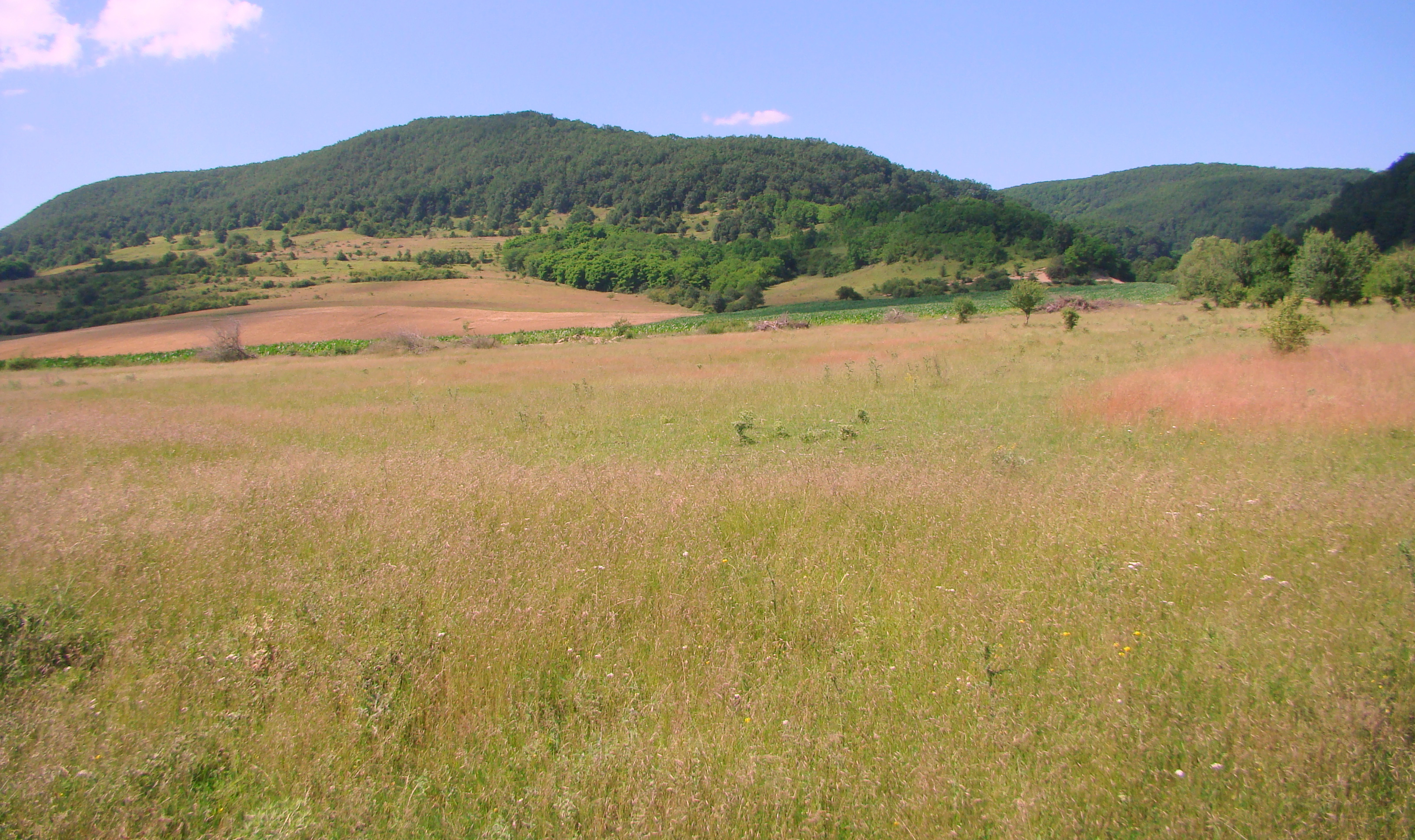
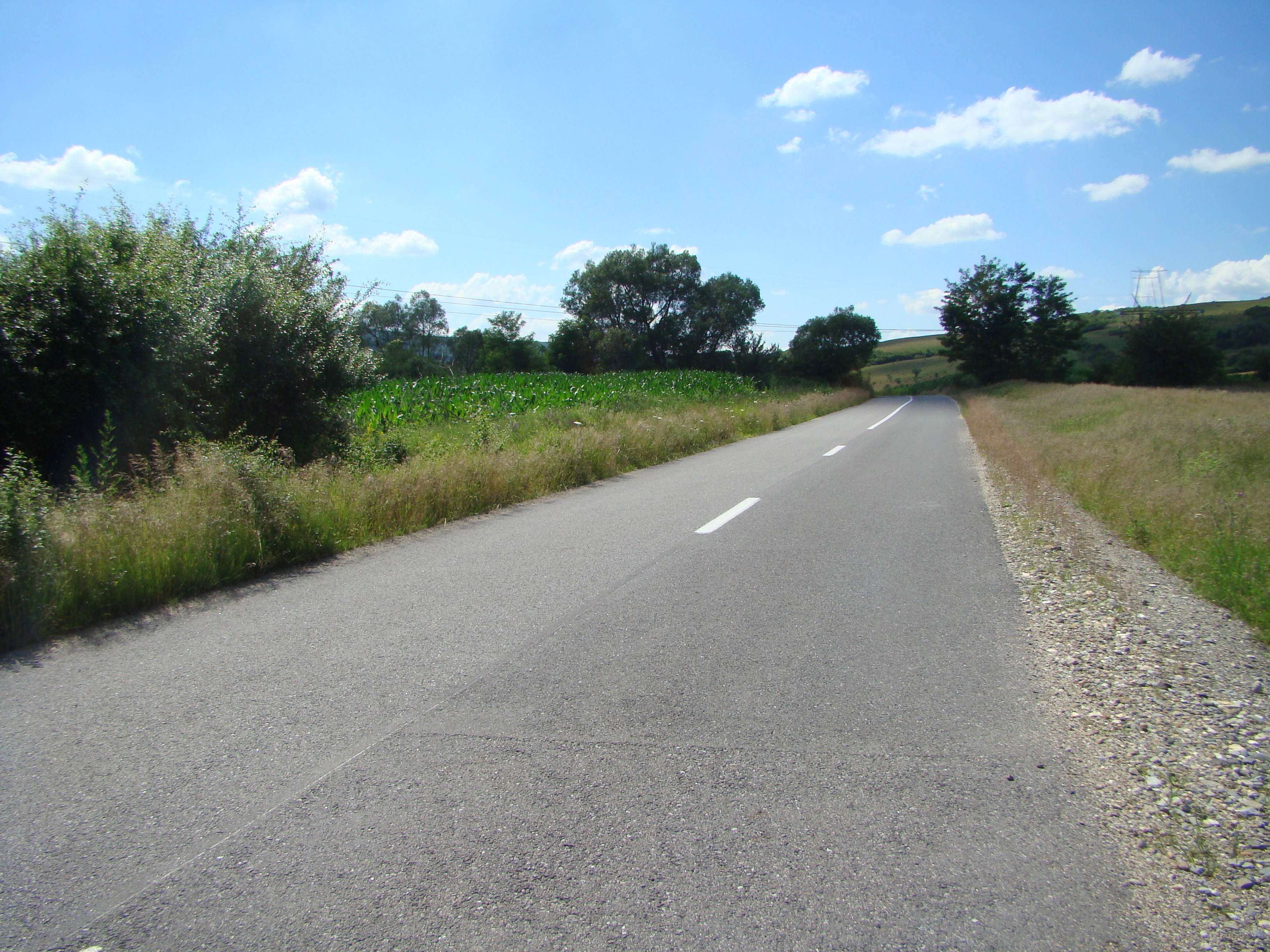
Drumul Pâglișa-Dârja
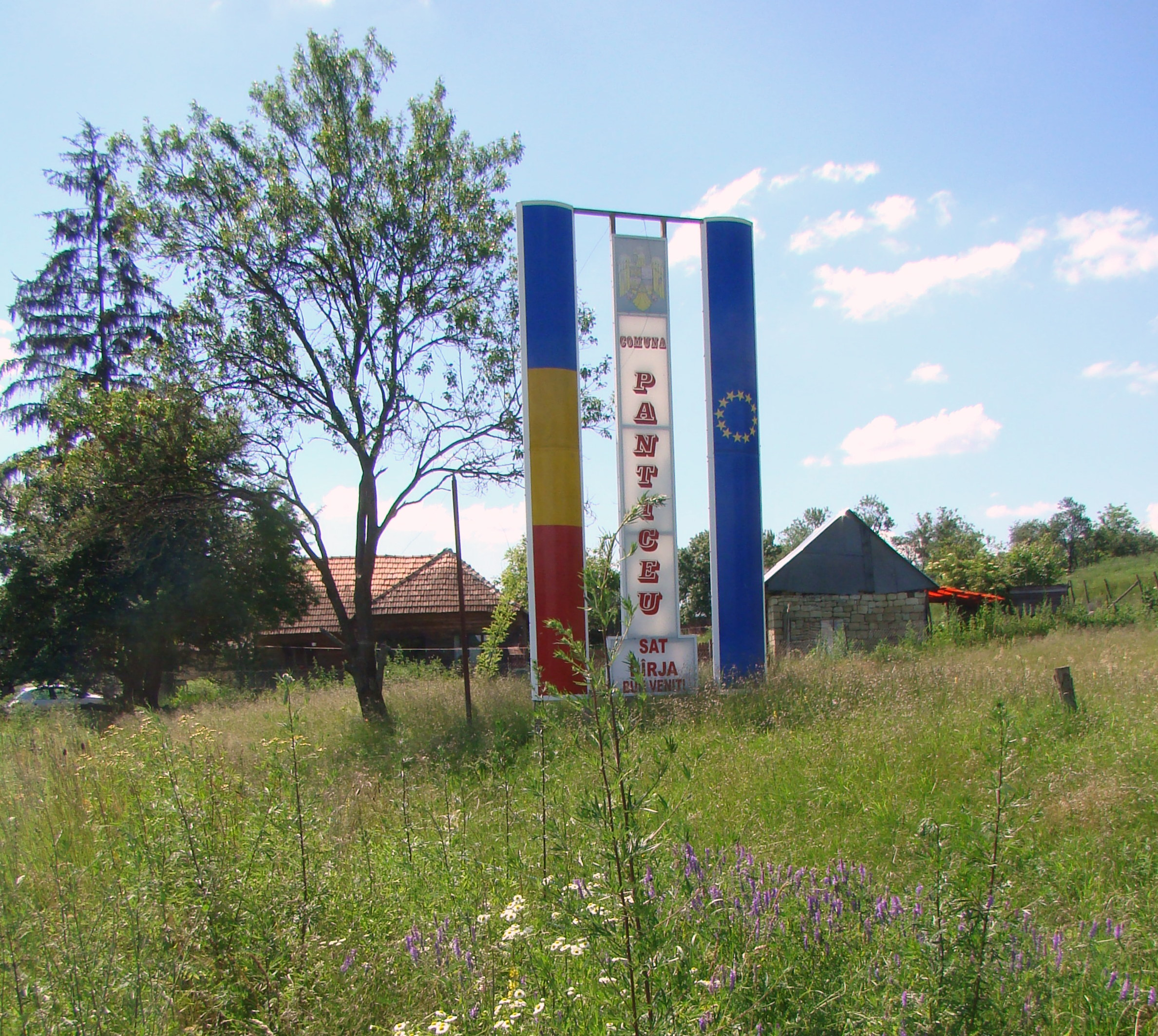
Intrarea în localitate
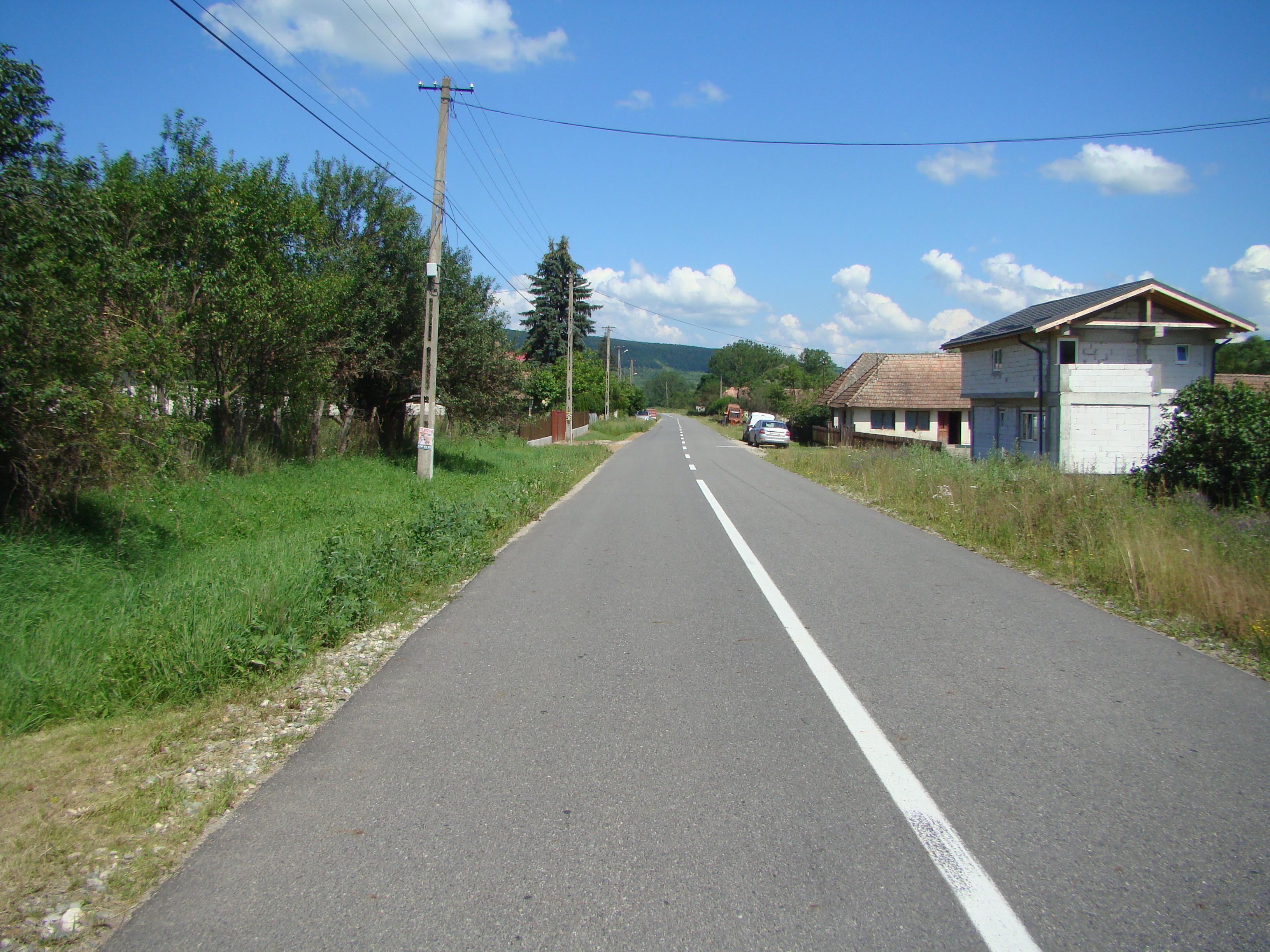
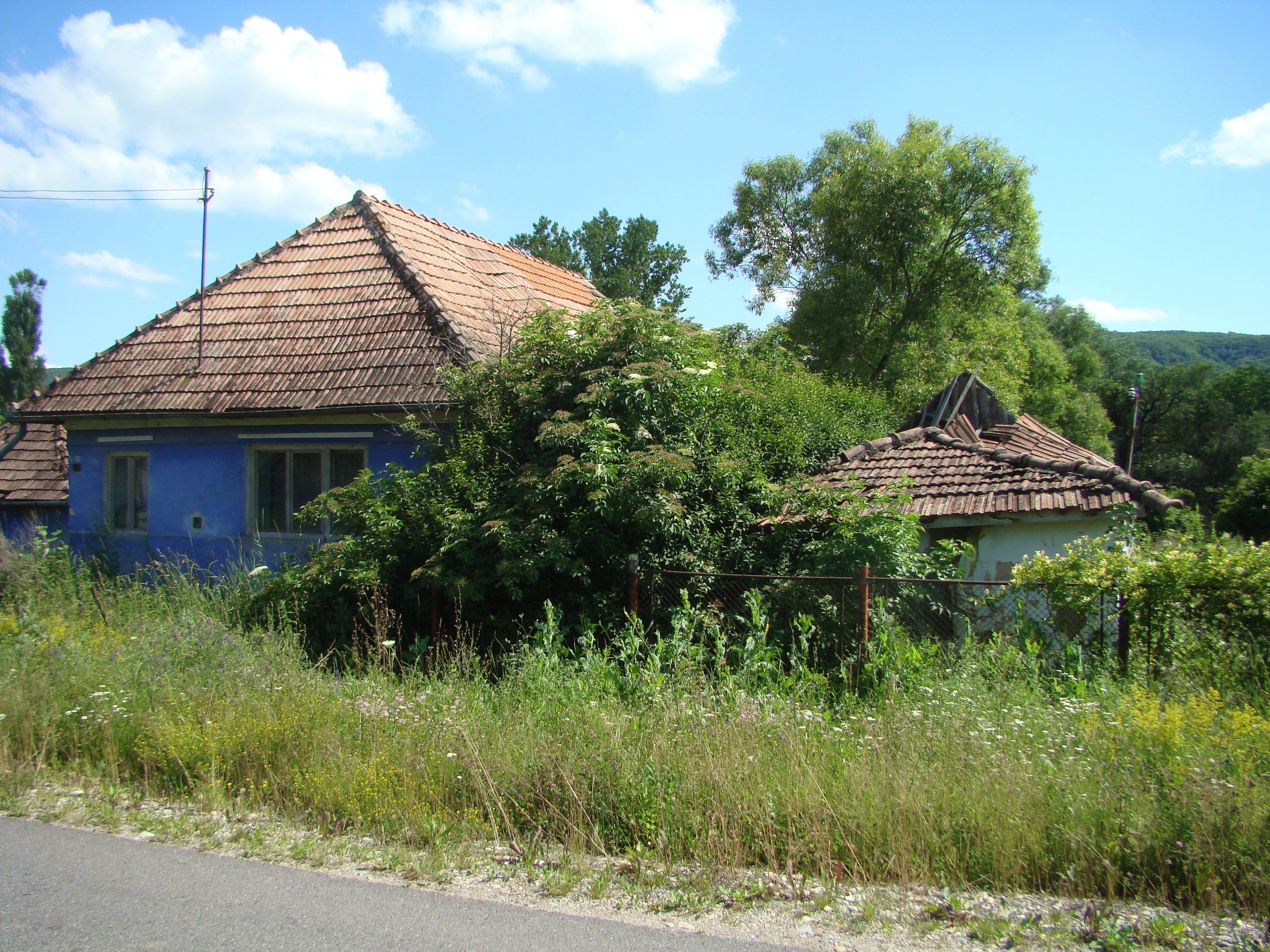
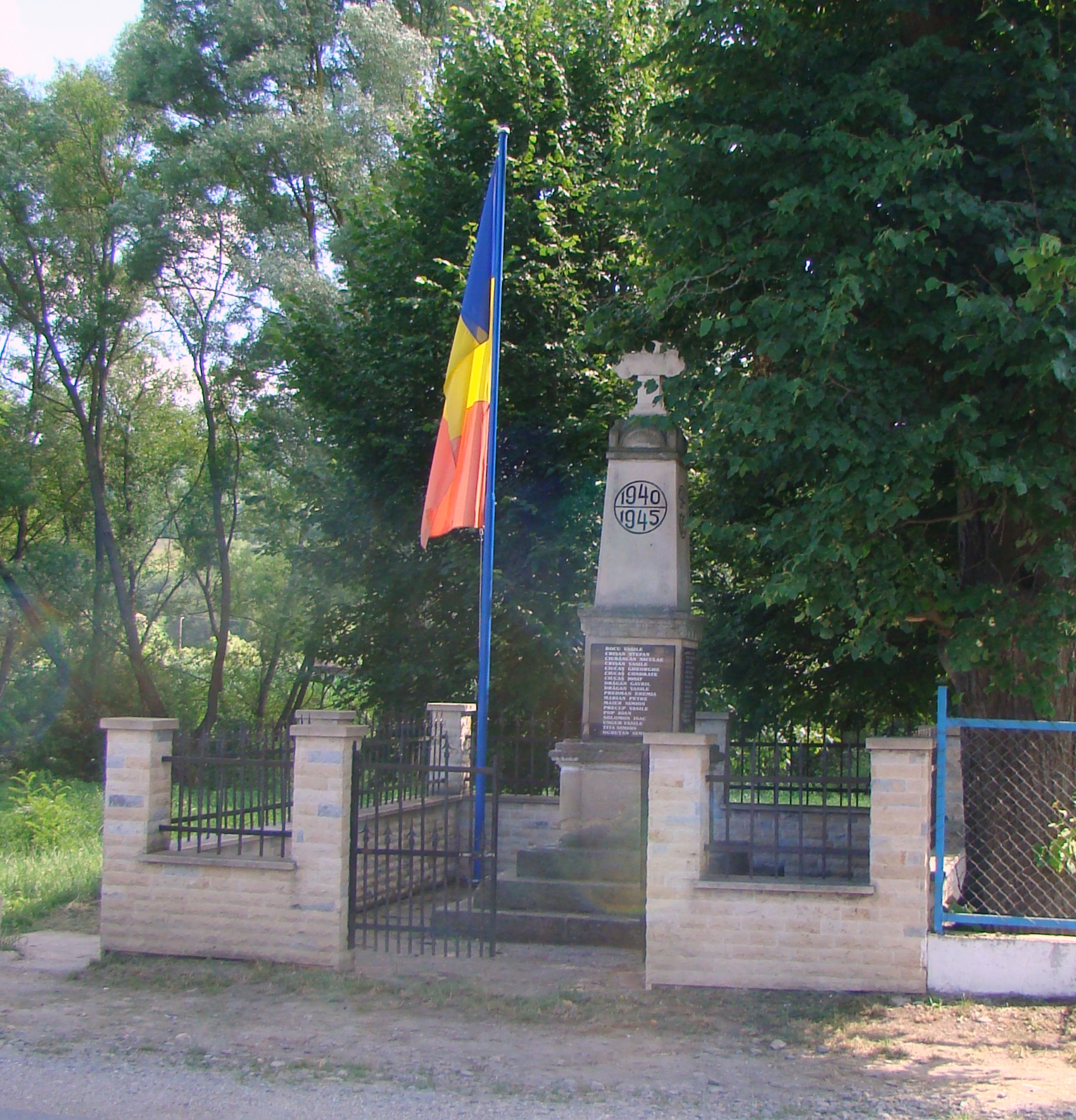
Monumentul eroilor
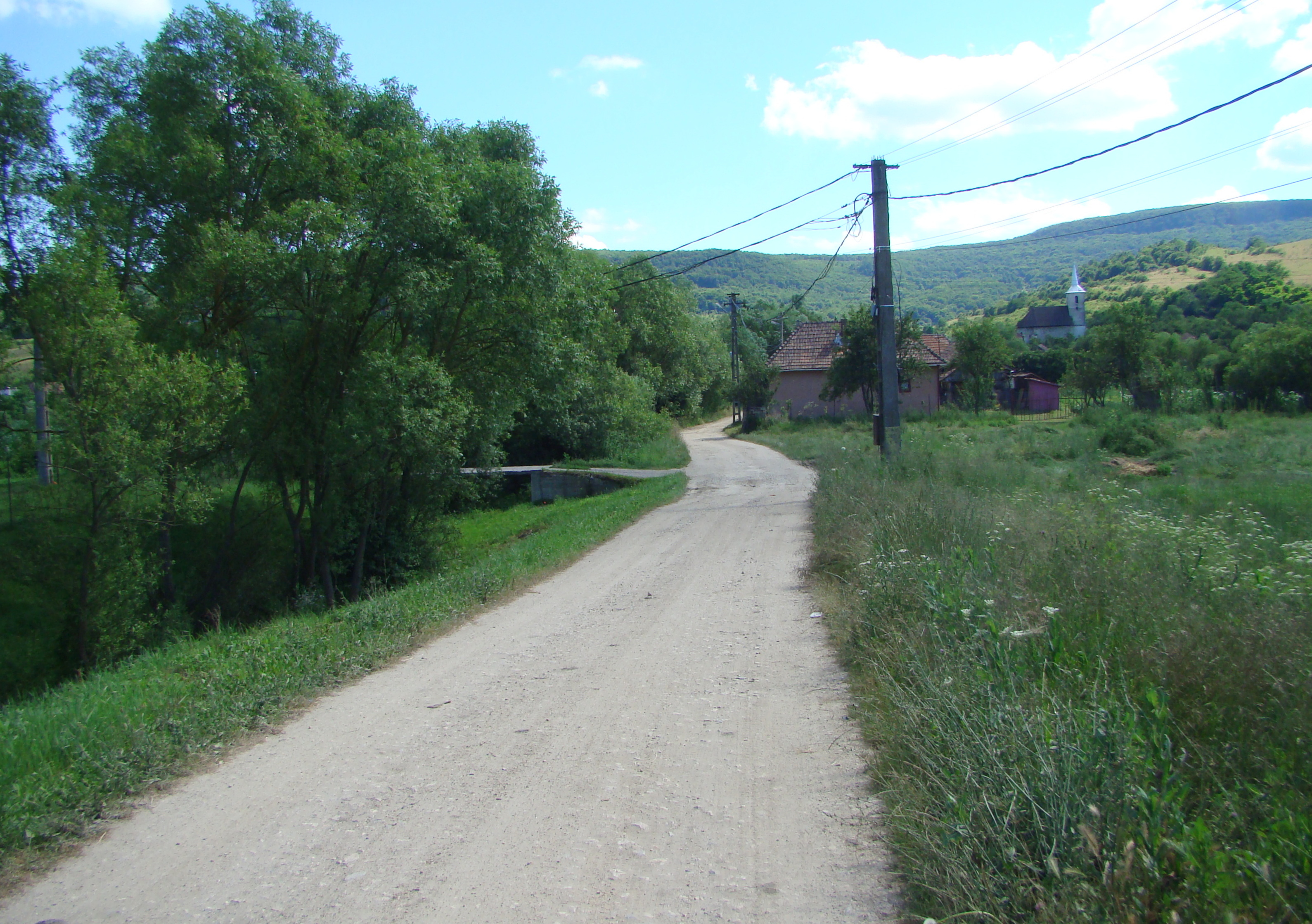
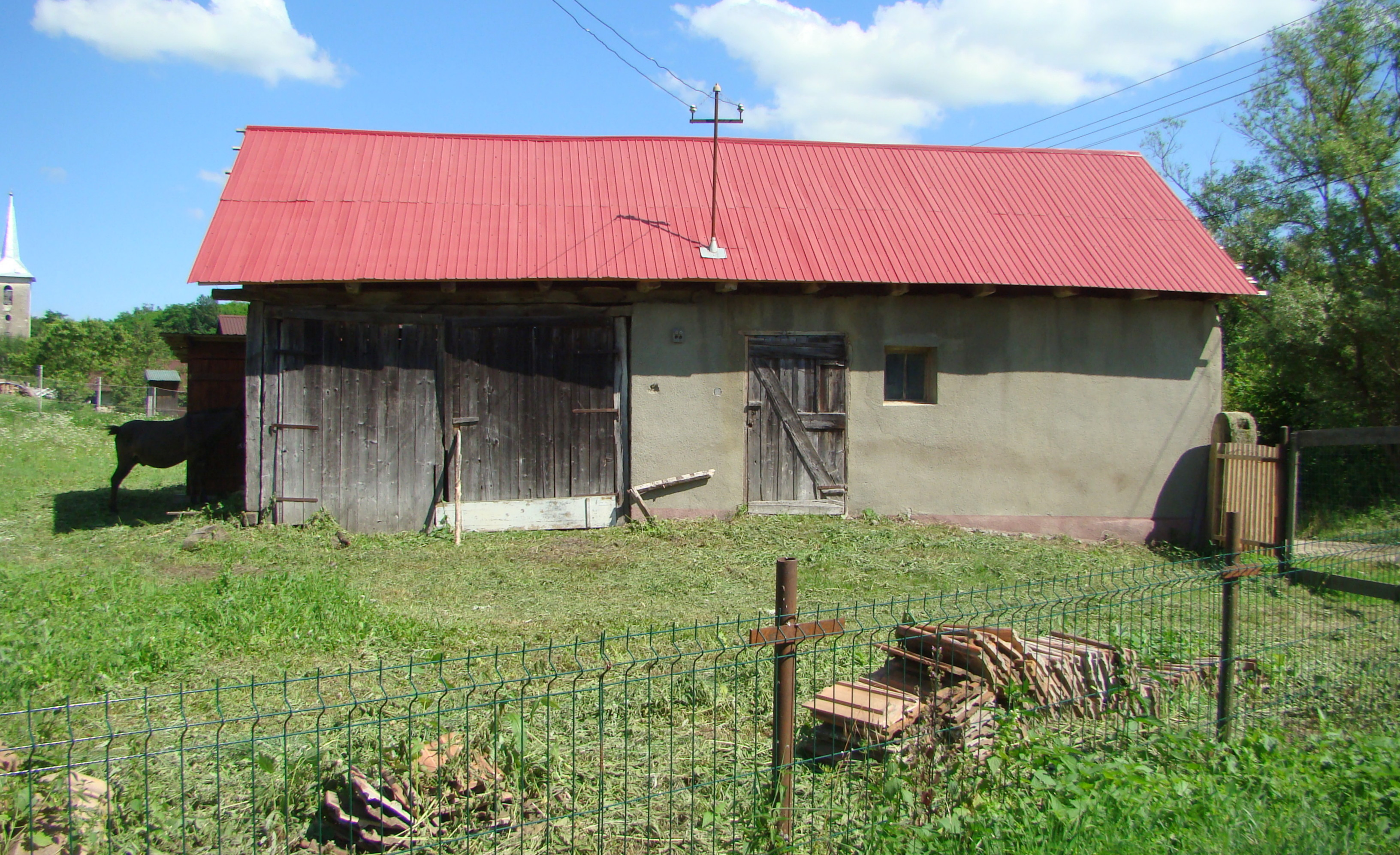
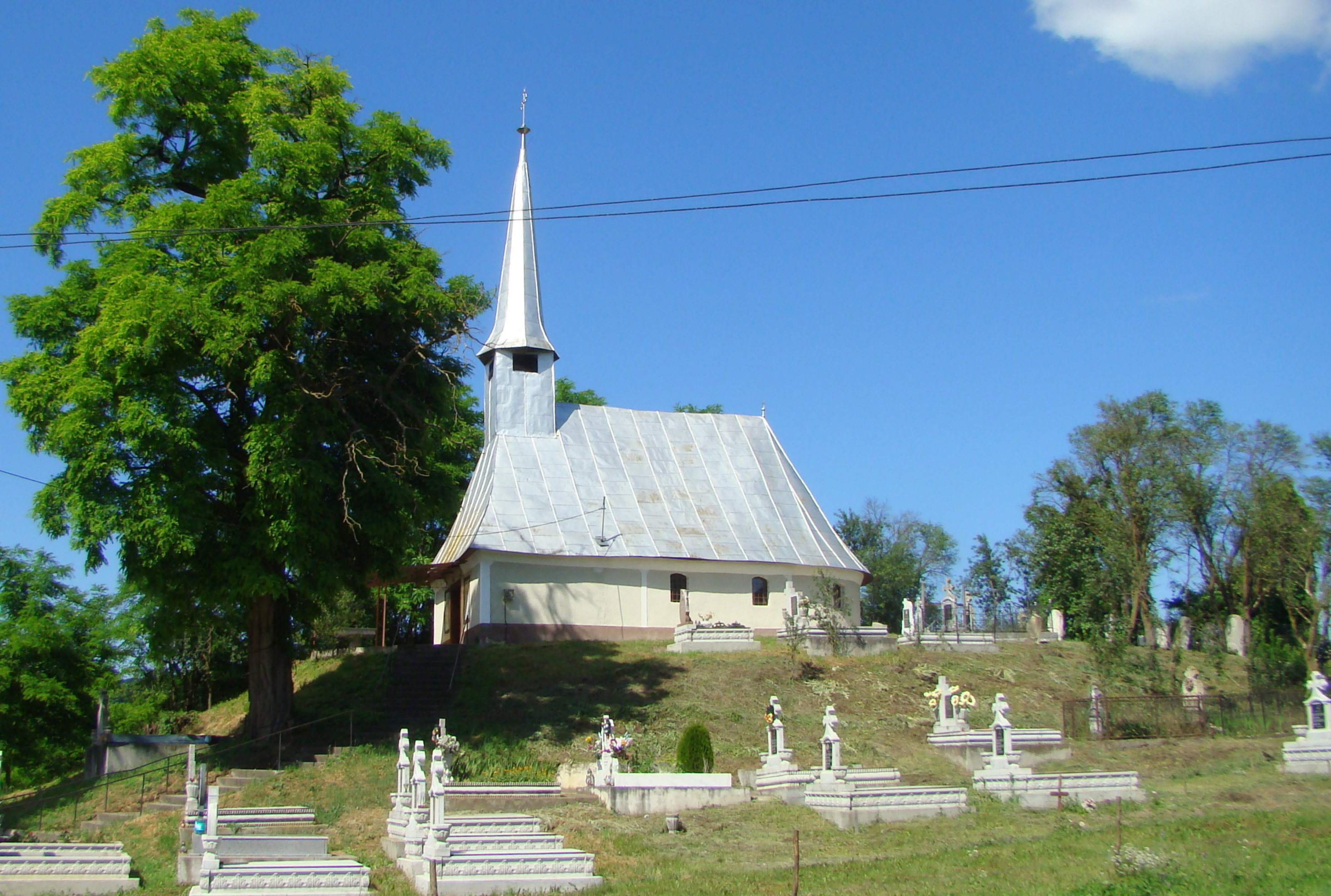
Biserica „Sfinții Arhangheli”
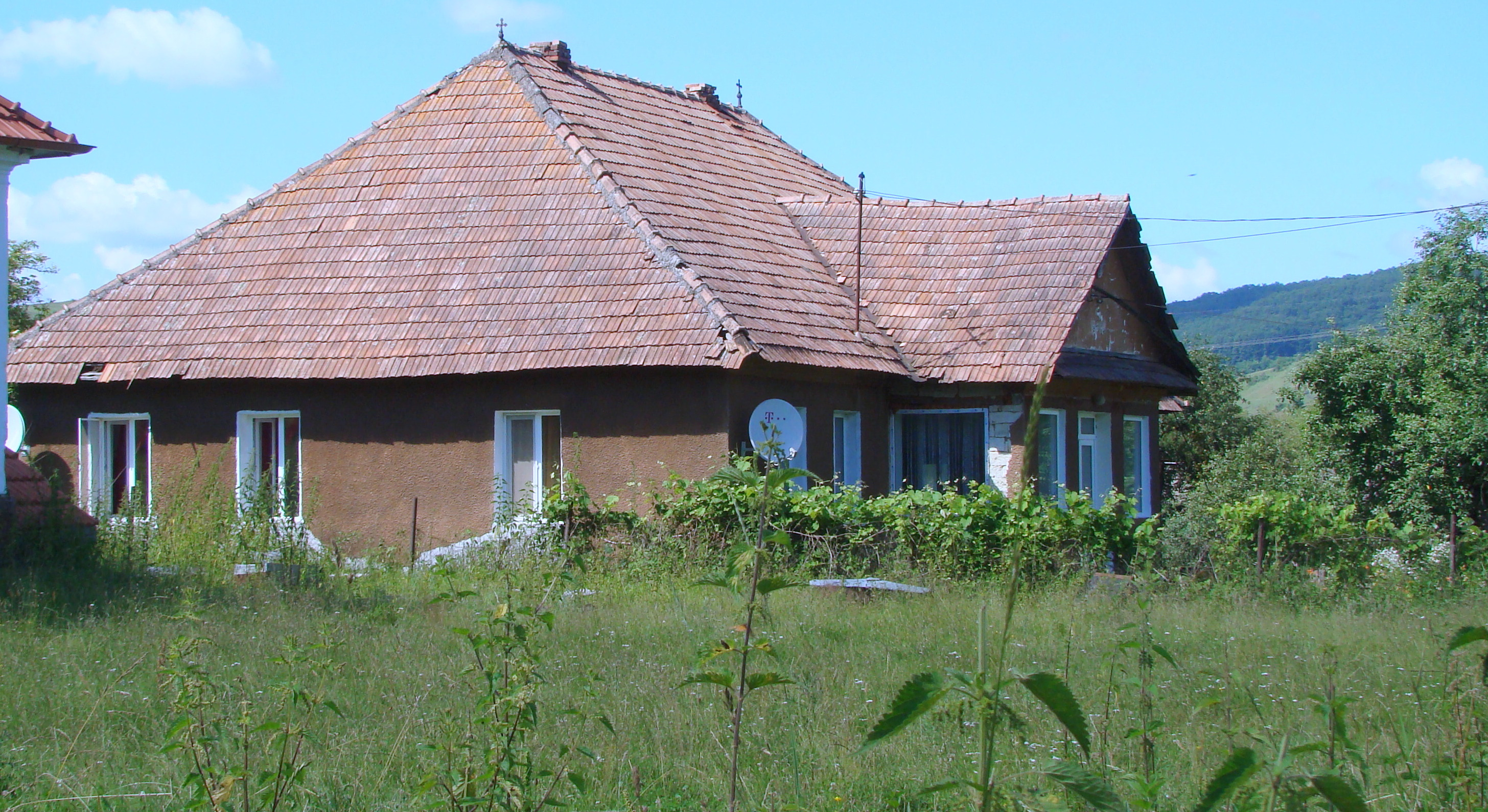
Casa parohială
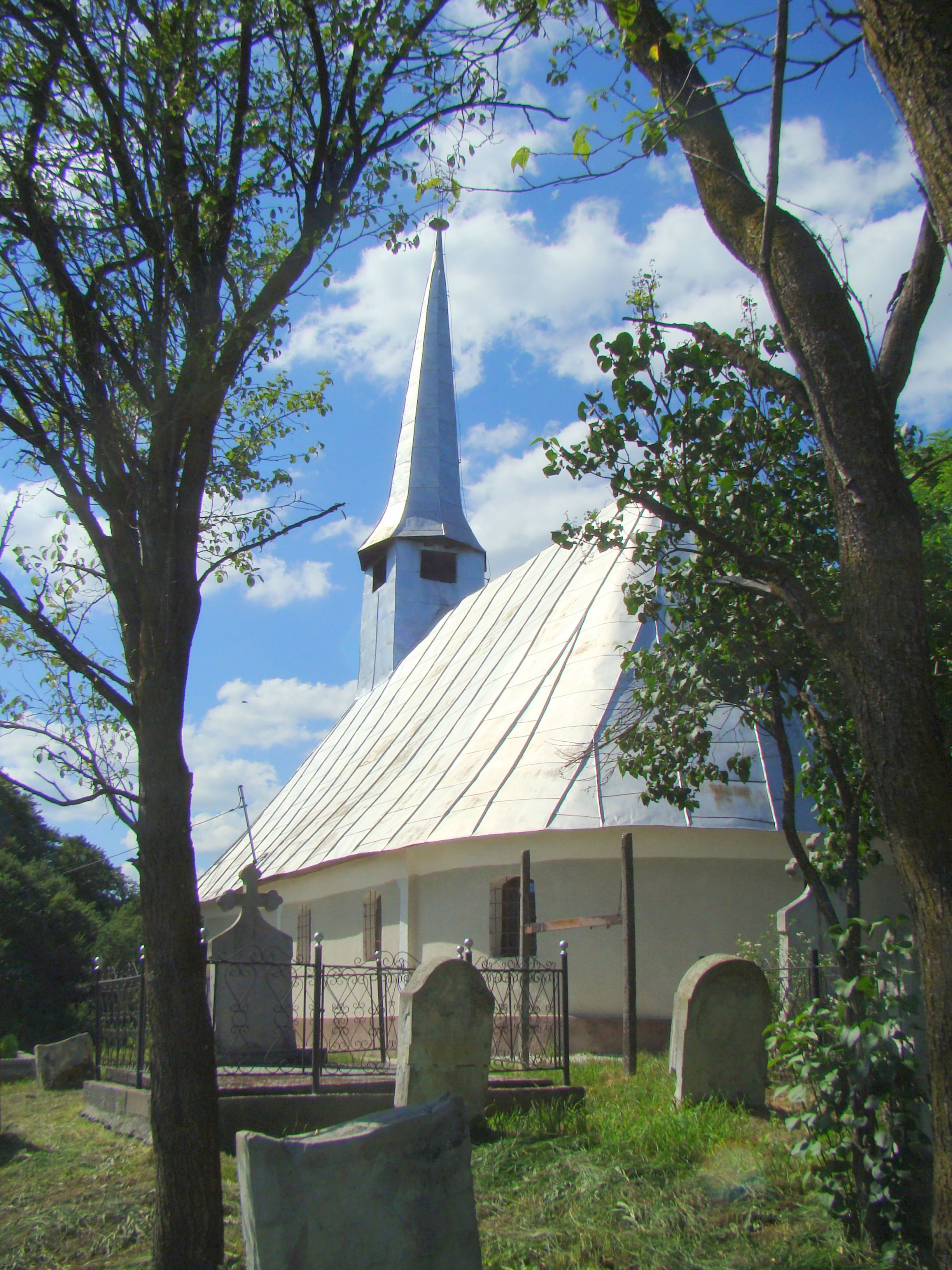
În cimitir sunt câteva pietre funerare foarte vechi
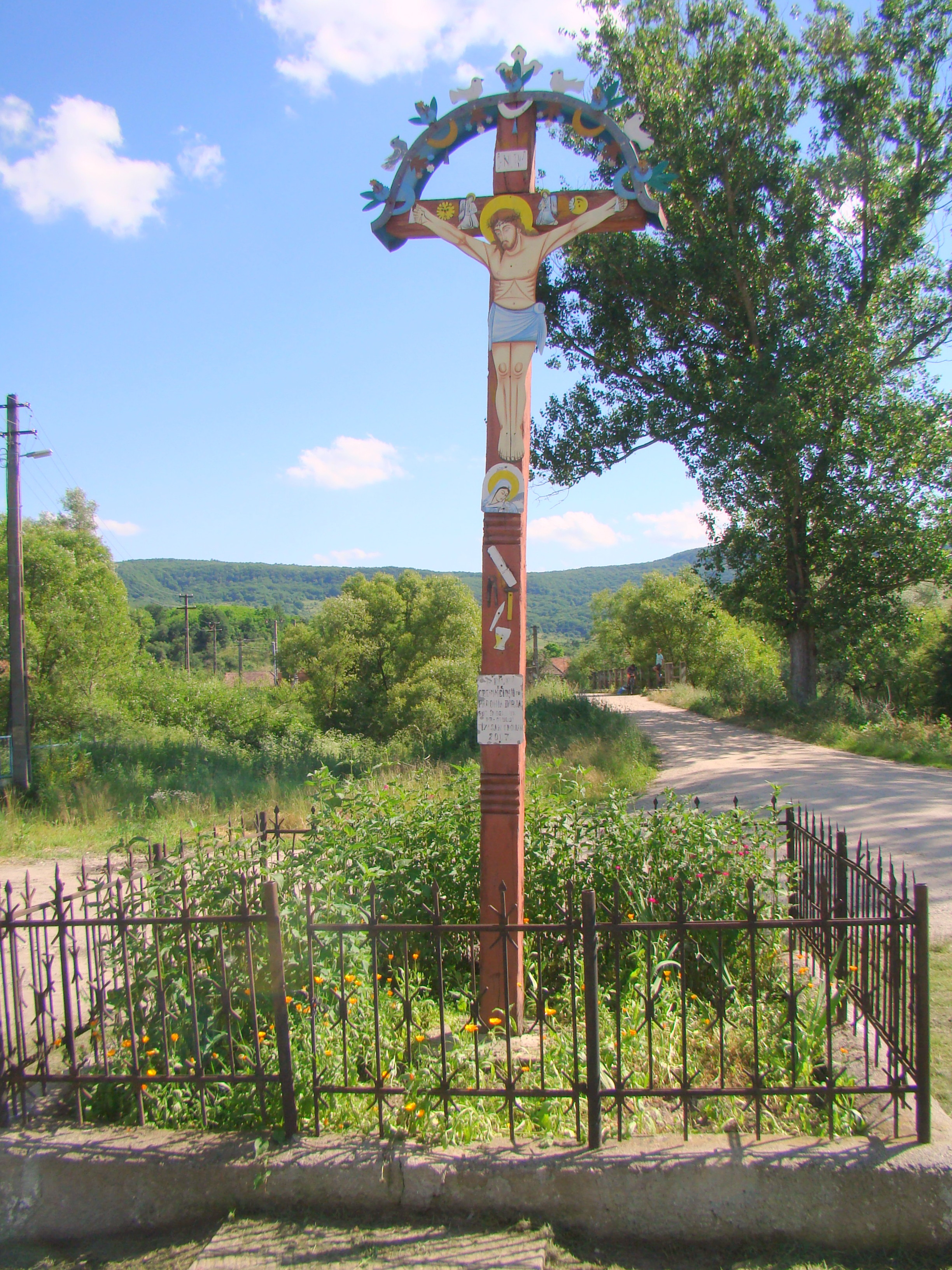
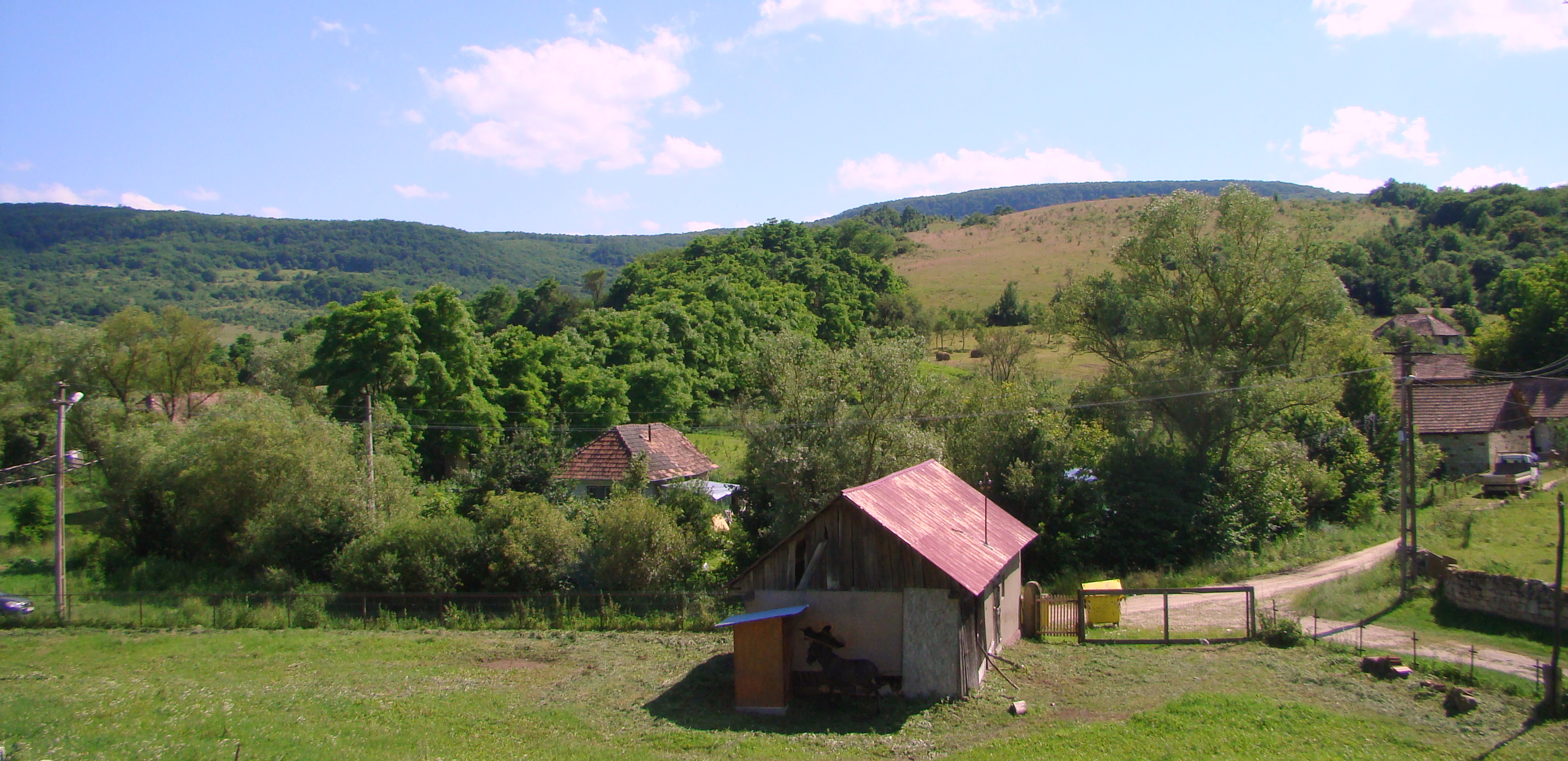
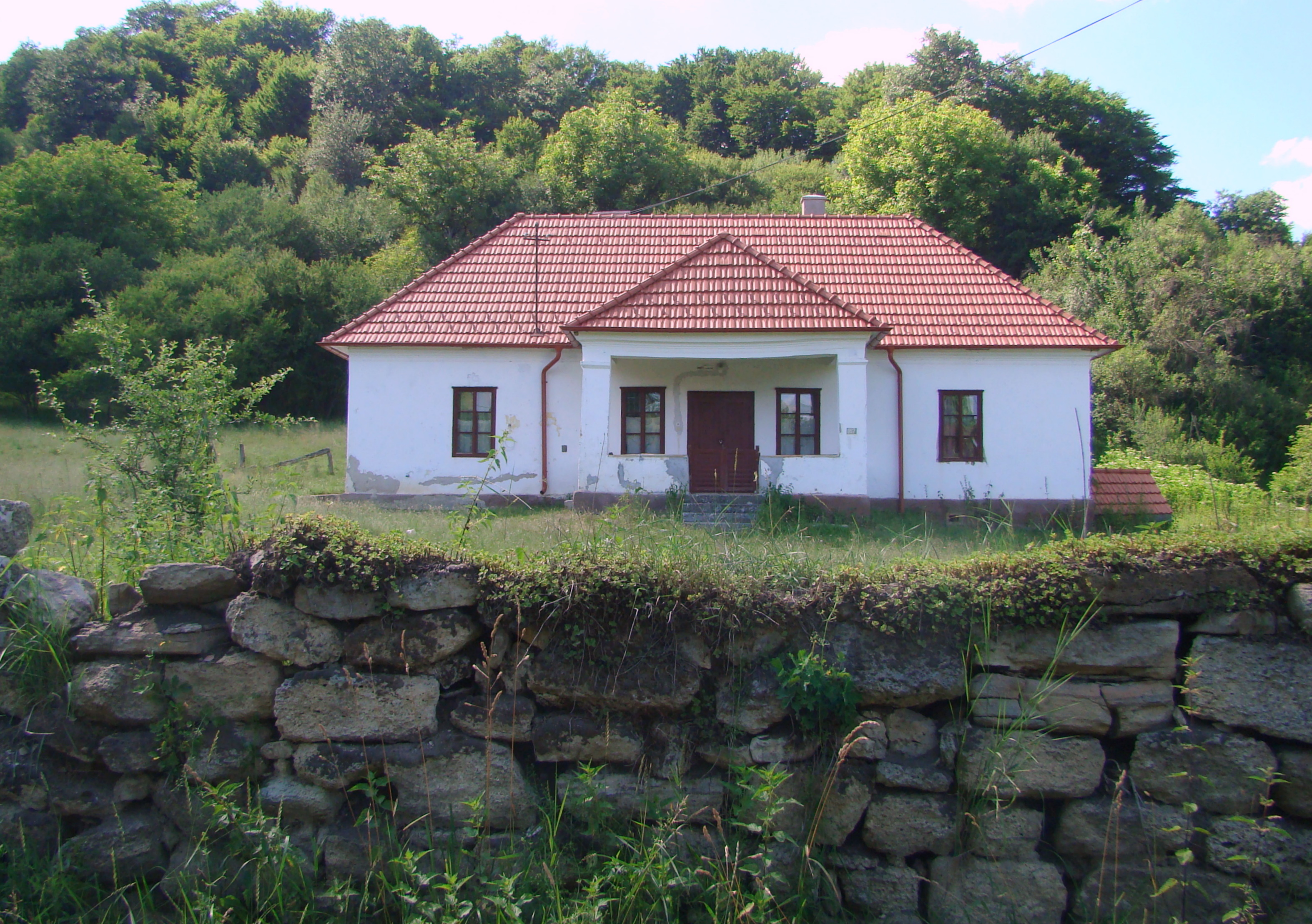
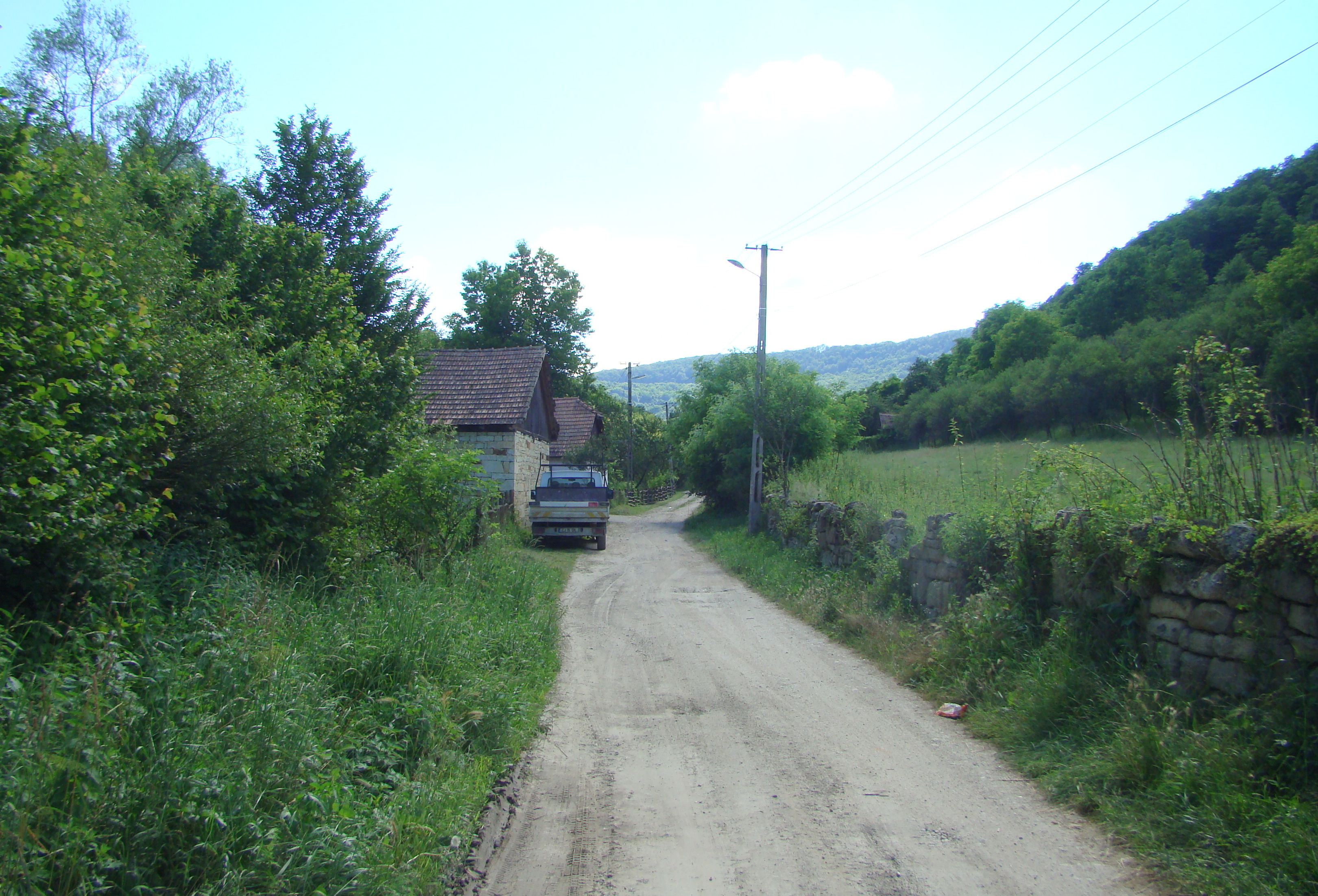
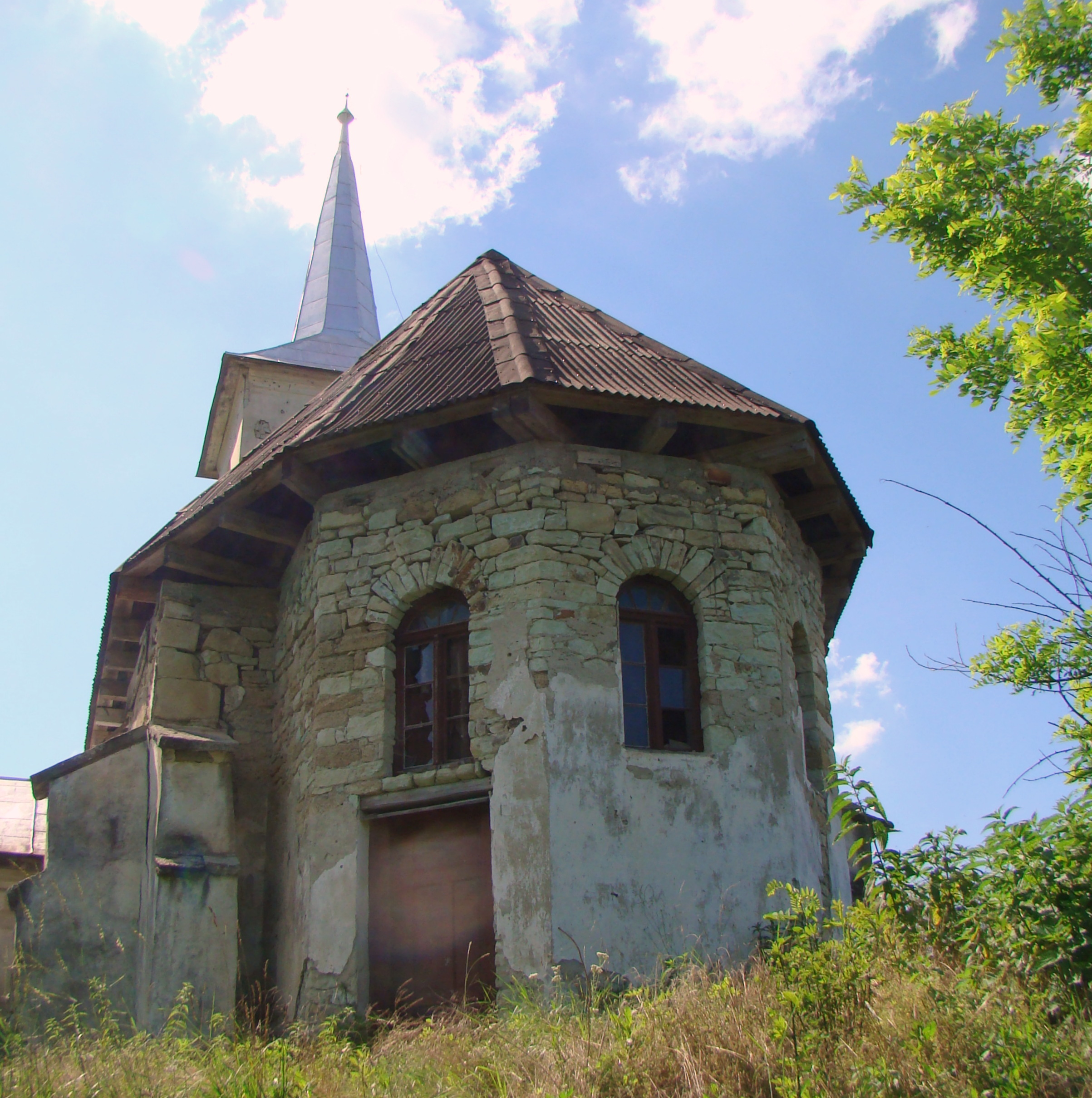
Biserica reformată (monument istoric)
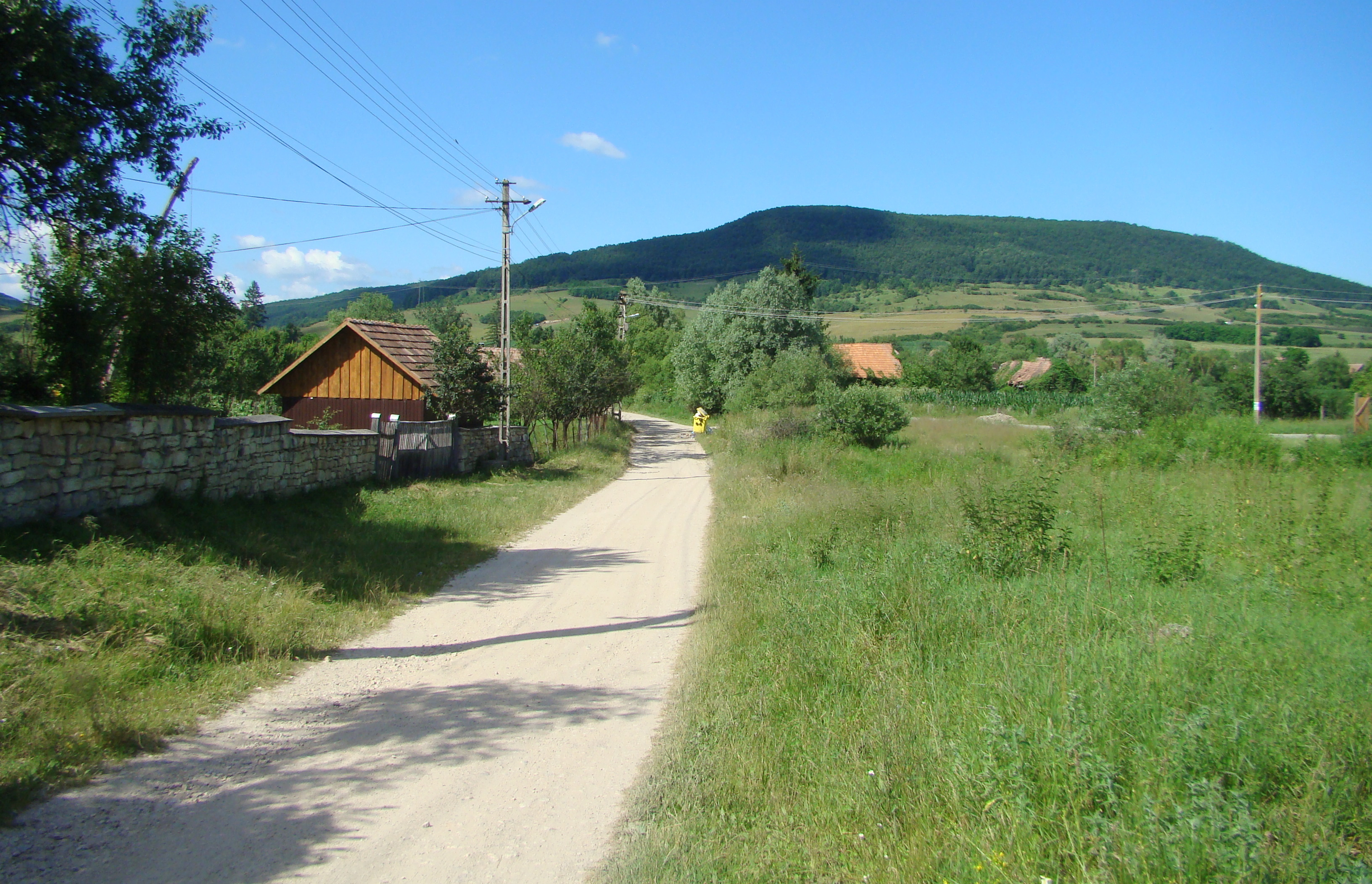
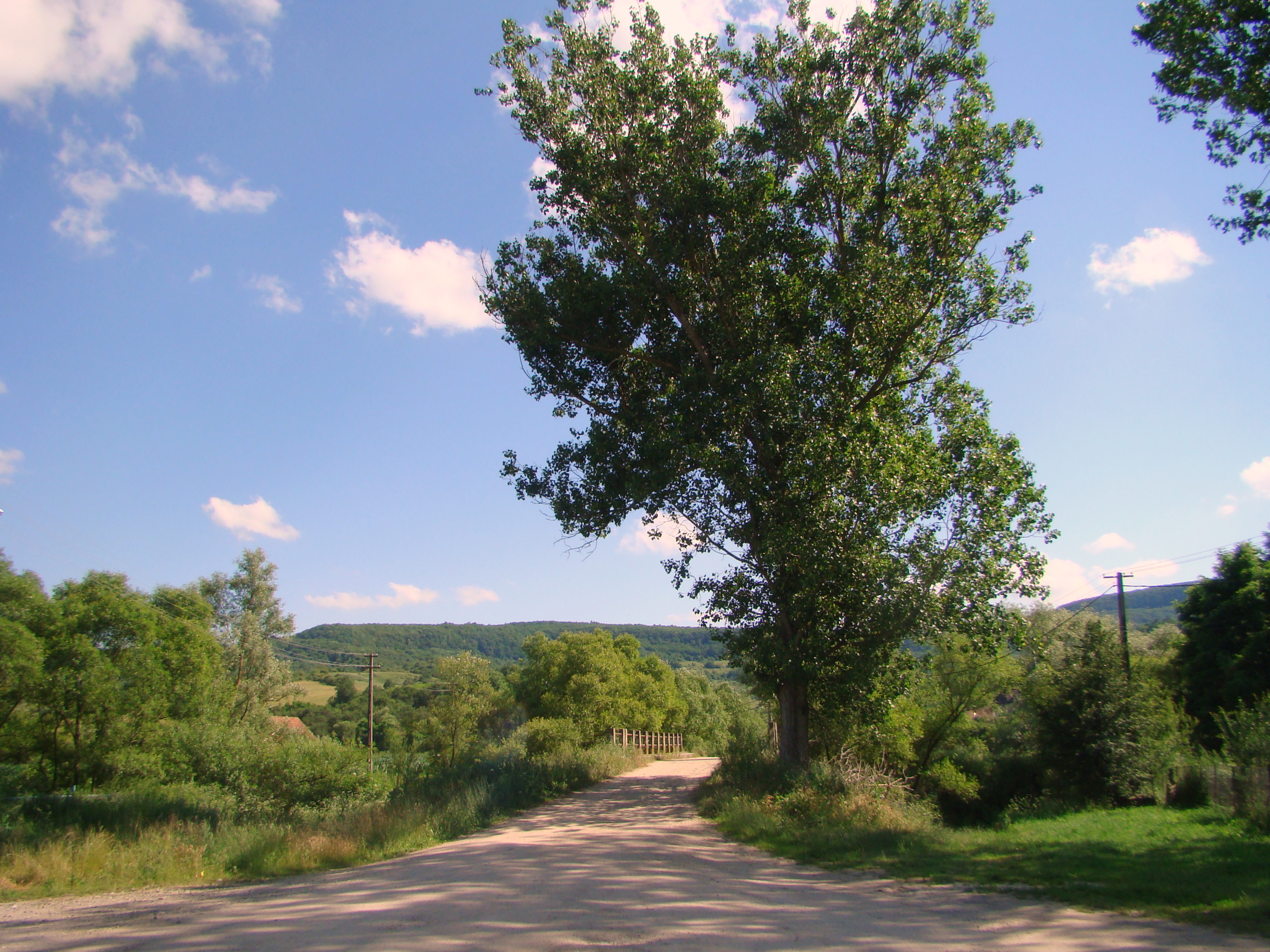
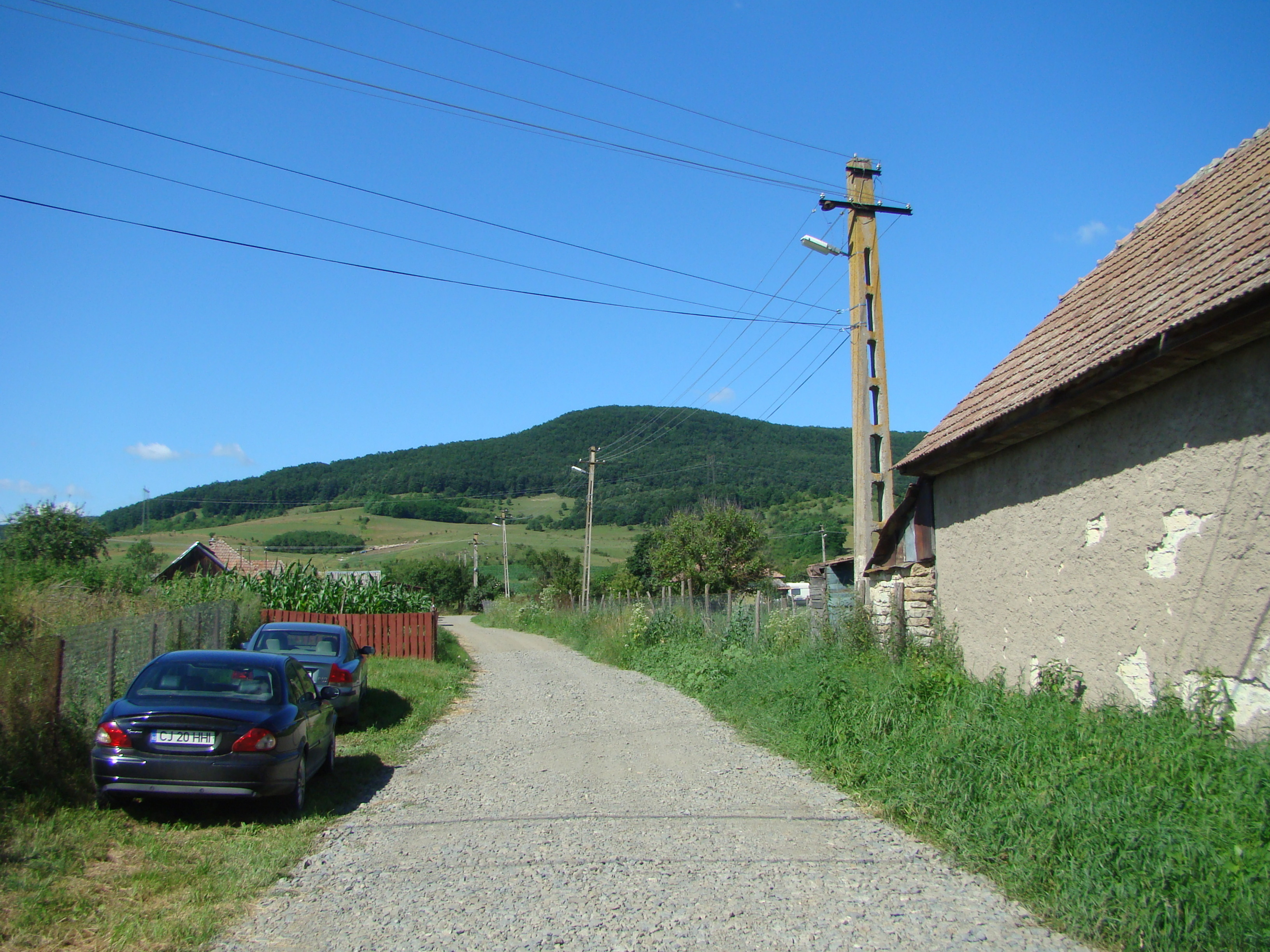
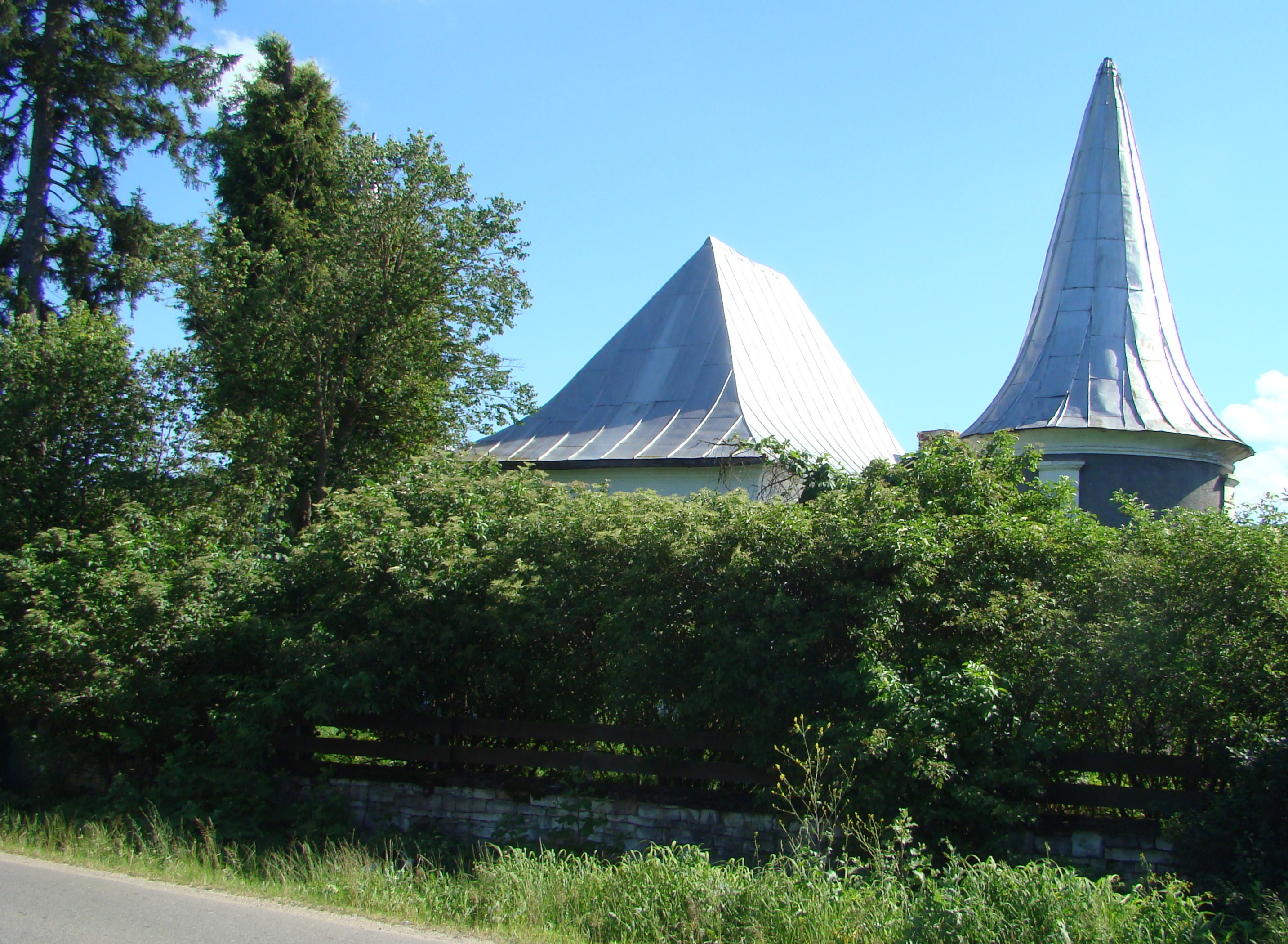